# Jimmy Brown
Jimmy Brown (Hialeah, 28 aprile 1965) è un ex tennista statunitense.

## Carriera
In carriera ha raggiunto 4 finali nel singolare. Nei tornei del Grande Slam ha ottenuto il suo miglior risultato raggiungendo i quarti di finale di doppio misto all'Open di Francia nel 1983, in coppia con la connazionale Lisa Bonder.

## Statistiche

### Singolare

#### Finali perse (4)
| Numero | Anno              | Torneo                 | Superficie  | Avversario in finale  | Punteggio     |
| 1.     | 12 giugno 1983    | ATP Venezia, Venezia   | Terra rossa | Roberto Argüello      | 6-2, 2-6, 0-6 |
| 2.     | 13 maggio 1984    | ATP Firenze, Firenze   | Terra rossa | Francesco Cancellotti | 1-6, 4-6      |
| 3.     | 22 settembre 1985 | ATP Bordeaux, Bordeaux | Terra rossa | Diego Pérez           | 4-6, 6-7      |
| 4.     | 12 febbraio 1989  | Guarujá Open, Guarujá  | Cemento     | Luiz Mattar           | 6-7, 4-6      |